# Aviació durant la Guerra Civil espanyola

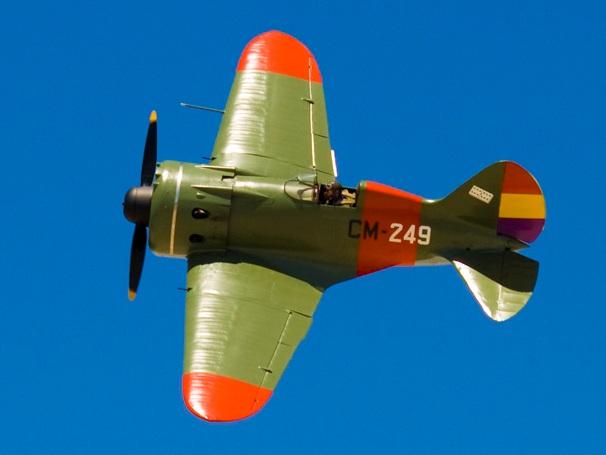
Polikarpov I-16, l'avió de caça més modern de la República

L'aviació durant la Guerra Civil espanyola es desenvolupà en un ambient de constant canvi i modernització que donaren lloc a la creació de teories noves per part de tots els participants tant directes com observadors. Conceptes com ara bombarders de picat, el reconeixement aeri, el bombardeig com arma de terror, l'atac en "cadenes" i noves doctrines de caça tingueren el seu baptisme de foc en episodis com ara l'Incident Deutschsland, el setge de Madrid i el bombardeig de Guernica. Mecànicament la guerra també suposà l'evolució de l'enginyeria aeronàutica amb el desenvolupament de motors cada vegada més potents (com ara el Daimler-Benz DB 601 de 809 kW en línia i amb tecnologia d'injecció) i formes més aerodinàmiques i resistents (generalitzant l'ús de cabines tancades i trens d'aterratge retràctils) capaces de resistir velocitats properes als 800 km/h (com ara el Fokker). També va estendre l'ús de metalls com ara el duralimini front a les estructures tradicionals de fusta amb cobriment tèxtil a l'hora de conformar el fuselatge dels avions.
Aquestes lliçons serien vitals durant les etapes inicials de la posterior Segona Guerra Mundial. En part explicant l'èxit d'Alemanya en Polònia, França...
També és un factor a tindre en compte la gran quantitat d'aparells que foren emprats durant el conflicte per cadascun dels bàndols, tenint greus dificultats a l'hora de mantindre i aconseguir-ne de nous.

## Situació inicial i evolució
Inicialment, Espanya comptava amb un parc aeri important i en plena modernització. D'ençà de la Primera Guerra Mundial, tots els països havien desenvolupat el seu propi cós aeri en veure el potencial futur d'aquesta arma. Així durant la dictadura de Primo de Rivera es crearen l'Aviació Militar i l'Aviació Naval (aquesta última equipada quasi exclusivament amb hidroavions), a més d'Iberia i el Servei Postal Espanyol com operadors civils.
Quan esclatà el conflicte, ambdós bàndols tingueren a la seua disposició una gran varietat d'aparells amb unes prestacions, en la majoria dels casos, antiquades i sense recanvis bàsics, cosa que dificultà enormement labors de manteniment i preparació a terra, immobilitzant un nombre important d'avions i causant la fallida tècnica d'altres. Amb aquest panorama ambdós bàndols reclamaren ràpidament ajut internacional.
El bàndol nacional fou armat consistentment per Itàlia i Alemanya, potències afins amb la seua ideologia, amb aparells molt moderns com ara C.R.32, SM.79, He-51, Bf 109, He 111, Ju 87… molts d'ells eludint la No-Intervenció declarada oficialment i tripulats exclusivament per pilots dels respectius països com ara el Corpo Truppe Volontarie i la Legió Còndor.
El bàndol republicà tingué moltes dificultats amb la reluctància de França, Regne Unit i els Estats Units, havent de recórrer al contraban o a obrir-se a mercats com ara Txecoslovàquia adquirint aparells antiquats, en lots molt menuts i generalment a preus exorbitants com el cas del Bellanca 28-90 o el Š-31. Només l'ajut soviètic aconseguí pal·liar aquest dèficit amb avions com ara I-15, I-16, SB-2 que acabaren convertint-se en l'avantguarda aèria republicana.

## Material inicial

### Aviació Militar

#### Esquadra número 1Madrid
- Grup 11 Getafe – Nieuport 52
- Grup 21 Lleó – CASA-Breguet 19.
- Grup 31 Getafe – Breguet 19.
- Unitat Trimotor Getafe – Junkers K 30 (Versió militar del Junkers G 24).

#### Esquadra número 2Sevilla
- Grup 12 Sevilla – Nieuport 52, una esquadrilla basada a Granada.
- Grup 22 Sevilla – Breguet 19.

#### Esquadra número 3Barcelona
- Grup 13 Prat de Llobregat – Nieuport 52.
- Grup 23 Logronyo – Breguet 19.
- Grup Independent d'Hidroavions Los Alcázares – Dornier Do J “Wal”.

#### Forces Aèries d'Africa
- Grup 1 Breguet 19, distribuïts entre Tetuan, Melilla, Larache,i Cap Juby (Sàhara).
- Base del Atalayón Melilla – Dornier Do J.
- Larache – Fokker F.VII.

#### Serveis d'Instrucció
- Esquadra Y1 Cuatro Vientos.
- Esquadra Y2 Los Acázares.
- Escola d'Observadors Cuatro Vientos.
- Escola de Mecànics Cuatro Vientos.
- Escola de Vol i Combat Alcalà d'Henares.
- Escola de Tir i Bombardeig Los Alcázares.

### Aviació Naval
- Esquadrilla de Torpedes San Javier – Vickers Vildebeest

- Esquadrilla de Reconeixement - Hidroavions Savoia-Marchetti S.62

- Esquadrilla de Bombardeig San Javier – Dornier Do J “Wal”

- Escola de Combat i Ensinistrament San Javier – Savoia-Marchetti S.62, Hispano Suiza E-30, CASA-III, Dornier Do J, Cierva C.30 (autogir)

## Començament de les Hostilitats
Com ja és conegut, els generals José Sanjurjo i Emilio Mola es van revoltar contra el govern socialista, acabat d'escollir el 18 de juliol de 1936, i el general Francisco Franco, que comandava les forces del Marroc, els va donar suport de seguida. Però se'ls plantejava el problema de passar l'estret de Gibraltar, i per això van demanar ajut al govern d'Alemanya per contrarestar la creixent inclinació soviètica de la societat espanyola. El 28 de juliol de 1936, van arribar els dos primers avions alemanys Junkers Ju 52 que, amb capacitat de transportar 35 persones, juntament amb els Dornier Do J "Wal" de Melilla i els tres Fokker F.VII (1 de Larache i 2 capturats en Tablada -Sevilla-), en dues setmanes, van transportar 2.500 persones, salvant el bloqueig naval, donant pas al primer pont aeri de la història.
Més tard, van arribar 9 Junkers Ju 52 més i 6 avions de caça Heinkel He-51, que van ser els primers aparells de la Legió Còndor. No va ser fins al 30 de juliol de 1936, que van arribar des de l'illa de Sardenya, els primers Savoia-Marchetti SM.81, similars als Junkers Ju 52 però més moderns, ja que volaven a 5.000 metres d'altitud a una velocitat de 336 km/h, al Marroc.
El pont aeri va acabar el novembre havent-se transportat 23.393 homes del Marroc dels 30.000 que hi havia a l'exèrcit. Amb tot això, l'aviació republicana no hi podia fer res, perquè els avions de transport i bombardeig eren més ràpids i volaven més alt que ells. S'ha de tenir en compte que s'enfrontaven avions, molts d'ells dissenyats abans dels anys 35 i amb estructura biplana, contra avions moderns, en concepció ràpids monoplans. L'aviació a Alemanya i Itàlia era la més avançada del món en aquella època.

## Continuació de les Hostilitats
Una vegada establert el cap de pont en els aeròdroms de les ciutats de Cadis, Còrdova i Granada, va començar l'atac cap a Madrid, amb la superioritat que els conferia el bombardeig tàctic previ de les posicions republicanes per part dels bombarders SM.81, efectuats a mitjana altura.
El 14 d'agost del 36 van arribar els primers 12 Fiat C.R.32 “Xirri”, que eren superiors als Heinkel He-51, alguns ja equipats amb metralladores de 12,7 m/m. Cal recordar que fins aleshores s'havia utilitzat el calibre 7,7 m/m per tots els avions (no es portava blindatge, es considerava una manca de cavallerositat durant la primera guerra mundial).
D'altra banda, els republicans -el 8 d'agost- van rebre els Dewoitine 371/372, que eren els millors avions de les FARE (Forces Aèries de la República Espanyola). També van arribar els Potez 540, considerats els "Taüts Voladors", perquè a causa del seu volum, poca velocitat, baix sostre i manca de cobertura, eren presa fàcil per als "Xirris".
Arribats a aquest punt, es desenvolupà la batalla de Madrid, que es va torçar per als revoltats en arribar de Rússia a finals del mes d'octubre els Polikarpov I-15 "Xatos" i Polikarpov I-16 "Mosques", que atesa la proximitat dels camps d'aviació, no podien atacar des de les alçades, i havien d'atacar des de baix. Per això es van guanyar el sobrenom de Rates, perquè sortien de les clavegueres. Com que no es pot doblegar Madrid, és quan es bandeja
 i amb la presa de Toledo, s'obre el front del nord, on per part revoltada es comença a utilitzar una nova tàctica d'atac a terra per part dels Heinkel He-51, que ja havien estat superats pels Fiat C.R.32, en missions de caça. Aquesta tàctica es basa en l'atac a terra en fila índia de forma rasant, i quan el primer avió supera l'objectiu, es posa a la cua, protegint els altres, i continuant l'atac. En aquests afers va destacar, el després "As" de l'aviació de la segona guerra mundial Adolf Galland. Assajant-se també les bombes de gel de gasolina (el famós Nalpam). I per part republicana, podem trobar el famós Circ Krone, format per un reguitzell llarg de models d'avions diversos.
Es van seguir les hostilitats en els diversos fronts que s'anaven creant, però el desembre del 1936 i davant l'avantatge que havien pres les forces republicanes, amb la incorporació de la tècnica del pèndol i dels aparells Polikarpov R-5 i els Polikarpov R-Z "Natacha", els alemanys van decidir enviar el seu armament "secret", i van arribar 3 prototips del Messerschmitt Bf 109, arribant els de les sèries A i B al març del 1937, com que aquests avions eren superiors als Heinkel He-51, van passar a ser pilotats per pilots espanyols, i a desenvolupar feines d'atac a terra, poc després es va incorporar el Heinkel He-112. Amb la facilitat d'obtenir recanvis, es va acabar la supremacia de les forces republicanes.

## Cronologia de l'arribada dels principals aparells
- 28 de juliol del 1936 - Junkers Ju 52 Alemanya

- 30 de juliol del 1936 - Savoia-Marchetti SM.81 Itàlia

- 8 d'agost del 1936 - Dewoitine 371/372 França

- 6 d'agost de 1936 - Heinkel He-51 Alemanya

- 14 d'agost del 36 - Fiat C.R.32 Itàlia

- 5 al 7 de setembre del 1936 - Loire 46 França

- Finals d'octubre del 1936 - Polikarpov I-15 i Polikarpov I-16 Rússia

- desembre del 1936 - Messerschmitt Bf 109 Alemanya

## Bombarders

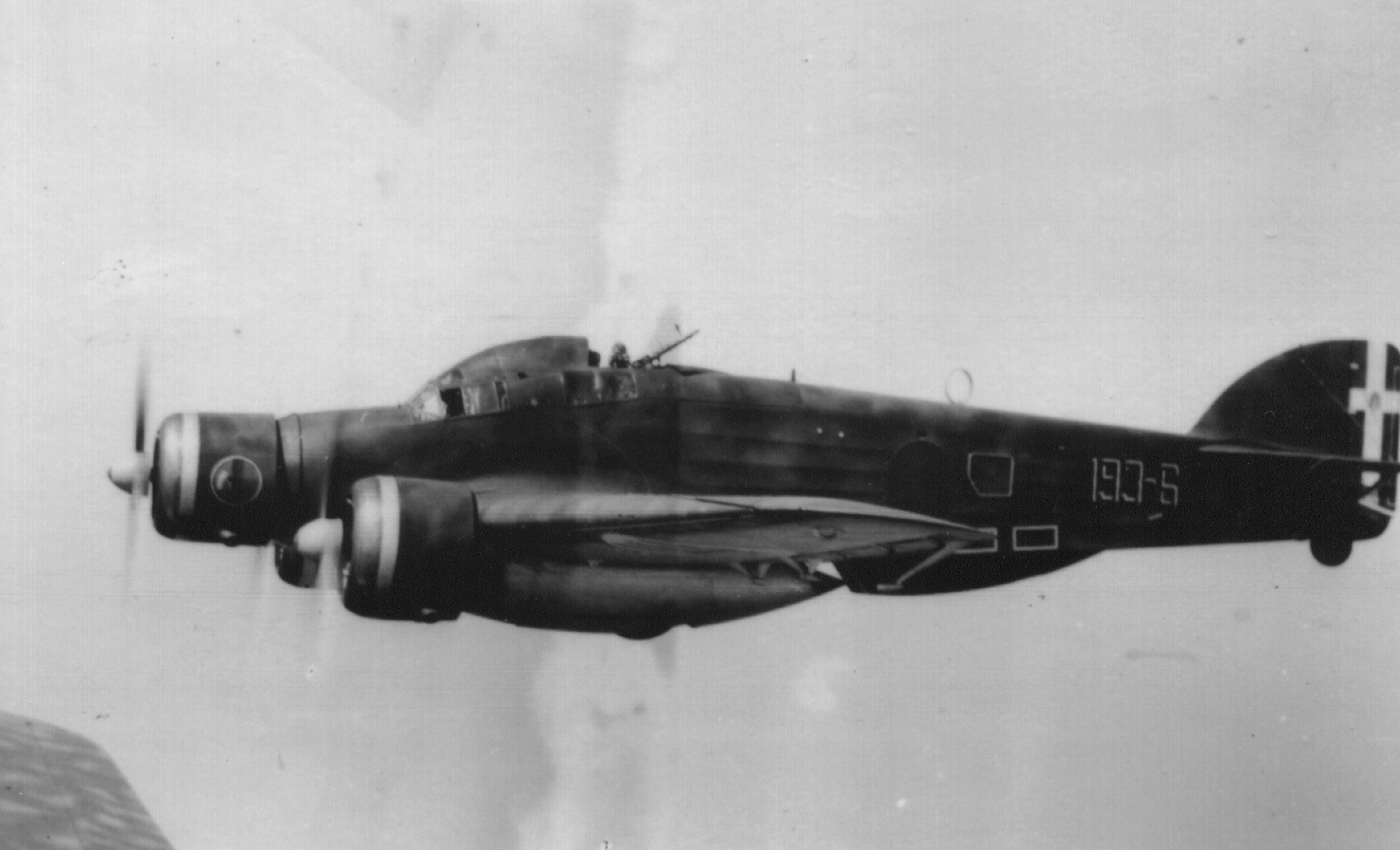
Savoia-Marchetti SM.79, considerat el millor bombarder de la guerra. Actuant en el bàndol revoltat

La guerra fou pionera en l'ús massiu i sistemàtic de bombarders contra objectius tant militars com no militars tant per part de les forces republicanes com nacionals. No obstant això foren els últims, gràcies a l'ajuda enviada per Itàlia i Alemanya i la clara superioritat aèria prop de la fi de conflicte, qui aconseguiran desenvolupar doctrines de bombardeig eficaces i sistemàtiques, els aparells més utilitzats foren Junkers Ju 52, Savoia-Marchetti SM.81 i, més tard, Heinkel He 111, Junkers Ju 86 i Dornier Do 17.
L'ajut soviètic fou d'especial utilitat per als republicans, ja que pogueren començar a reemplaçar els aparells antiquats com el Potez-54 per bombarders molt capaços com l'icònic Tupolev SB-2 durant un període breu després de la seva introducció gaudiren d'immunitat enfront de la caça nacional gràcies al seu sostre de servei i la seua velocitat. No obstant això la falta de coordinació entre exèrcits i la constant retirada relegaren l'arma aèria a rols secundaris.
Algunes de les accions de bombardeig més sonades foren el bombardeig de Guernica, l'atac a les fortificacions llevantines XYZ, i atacs nocturns contra les ciutats més importants com ara Madrid, Barcelona o València. Aquests últims foren observats molt de prop per l'escena internacional i serien recreats pels futurs combatents de la Segona Guerra Mundial amb els bombardejos de Londres, Moscou, Dresden…

## Material utilitzat[3]
| Quadre dels Avions Utilitzats | Quadre dels Avions Utilitzats |
| --- | --- |
| Avions de Caça | |
| Nacionals | Republicans |
| Fiat BR.20 "Cigogna" Fiat CR.20 Fiat CR.30 Fiat C.R.32 "Chirri" Fiat G.50 ”Freccia” Heinkel He-51 Heinkel He-112 Imam Romeo RO.41 Macchi M.41 Messerschmitt Bf 109 Nieuport 52 PWS 10 | Avia B-534 Avia BH-33 Blériot-SPAD S.51 Bleriot-SPAD S.91 Bleriot-SPAD S.510 Boeing P-26 Bristol Bulldog Dewoitine D.371 Dewoitine D.510 Fairey Fantome Fairey Feroce Fokker D.XXI Fokker G.I Gourdou Leseurre LGL.32 Gourdou Leseurre LGL-482 Hawker Fury Koolhoven F.K.52 Letov Š-31 Loire 46 Martinsyde Buzzard (F-4) Nieuport 52 Polikarpov I-15 "Xato" Polikarpov I-16 "Mosca" Romano R.90 Romano R.92 |
| Avions de Bombardeig o Reconeixement | |
| Nacionals | Republicans |

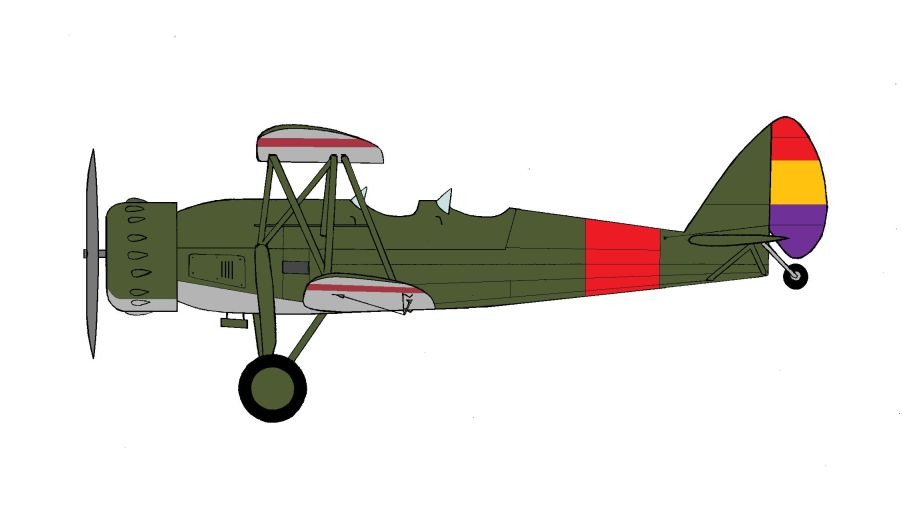
Romano R.82 de l'escola d'entrenament d'El Carmolí.

| Arado Ar 69 Avro 594 Aviam Breda Ba.65 Breguet 19 Cant Z.501”Gabbiano” Cant Z.506 "Airone" Caproni CA.310 "Libeccio" de Havilland DH.9 Dornier Do 17 Dornier Do J "Wal" Fieseler Fi 156 "Storch" Heinkel He 45 Heinkel He 46 Heinkel He 50 Heinkel He 59 Heinkel He 60 Heinkel He 66 Heinkel He 111 Heinkel He 115 Henschel Hs 123 Henschel Hs 126 Imam Romeo RO.37 Junkers Ju 52 Junkers Ju 86 Junkers Ju 87 "Stuka" Savoia-Marchetti S.55 Savoia-Marchetti S.62 Savoia-Marchetti SM.79 "Sparviero" Savoia-Marchetti SM.81 "Pipistrello" | Bloch MB.200 Bloch MB.210 Breguet 19 Breguet 460/462 "Vultur" Cierva C.30 (Autogir) Curtiss T-32 Condor II de Havilland DH.9 . Fokker C.X. Gourdou Leseurre GL-633 Grumman FF "Fifi" Hawker Osprey Junkers K 30 (militar del G 24) Lacab GR.8 Macchi M.18 Northrop Gamma Savoia-Marchetti S.62 Polikarpov R-5 Potez 25 Potez 540 "Taüt Volador" Tupolev SB-2 "Katiuska" Vickers Vildebeest |
| Entrenadors | |
| Nacionals | Republicans |
| Arado Ar 68 Breda Ba.28 Bücker Bü 131 "Jungmann" Bücker Bü 133 "Jungmeister" Caproni A.P.1 Caproni Ca.100 Fiat G.8 Focke-Wulf Fw 56 "Stösser" Gotha Go 145 Hispano Suiza E-30 Miles M.2 Hawk Trainer PWS-26 RWD-8 | Arado Ar 68 Avro 504 Caudron C.59 de Havilland DH.82 "Tiger Moth" Farman F-480 "Alize" (?) Hanriot H.43 Hanriot H.170, H.180, H.190 Hispano Suiza E-30 Koolhoven F.K.51 Miles M.2 Hawk Trainer Morane-Saulnier MS.138 Romano R.82 SEMA 12 |
| Suport | |
| Nacionals | Republicans |
| Aero A.100 | Aero A.100 Avro 594 Aldershot Polikarpov R-Z "Natacha" |
| Enllaç | |
| Nacionals | Republicans |
| Airspeed Envoy (AS.6) Airspeed Viceroy (AS.8) Messerschmitt M 35 Messerschmitt Bf 108 "Taifun" | Airspeed Envoy (AS.6) Airspeed Viceroy (AS.8) Messerschmitt M 35 RWD-9 |
| Transport | |
| Nacionals | Republicans |
| de Havilland DH.89 "Dragon Rapide" Douglas DC-2 Farman F.190 Fokker F.VII Fokker F.XII General Aircraft Monospar ST-25 General Aviation GA-43 (Clark_GA-43) Junkers F.13 Junkers W 33/W 34 Lockheed Model 10 Electra Northrop Delta | Avia 51 Bloch MB.300 Boeing 247 Breguet Br.26T (Variant de passatgers del Br.19) Breguet 470 "Fulgur" Caudron C.440 "Goéland" Consolidated 17 (O-17 Courrier) Consolidated 20 (Consolidated Fleetster) Couzinet 100/101 de Havilland Dragon (DH.84) de Havilland DH.89 "Dragon Rapide" de Havilland Dragonfly (DH.90) Dewoitine D.332 Douglas DC-1 Douglas DC-2 Farman F.190 Farman F.400 Farman F.430/F.431/F.432 Fokker F.VII Fokker F.VIII Fokker_F.XII Fokker F.XX Ford Trimotor (4-AT-F) General Aircraft Monospar ST-25 General Aviation GA-43 (Clark GA-43) Junkers F.13 Koolhoven F.K.40 Latécoère 28 Lioré et Olivier LeO 21 (LeO 213) Lockheed Model 9 Orion Lockheed Model 10 Electra Lockheed Vega Northrop Delta Potez 56 Sikorski S-38 Spartan Cruiser Vultee V-1 (A) |
| Avionetes | |
| Nacionals | Republicans |
| Beechcraft Staggerwing (Model 17) Caudron Aiglon (C.600) CAP-4 (Paulistinha) Cierva C.19 (Avro 620(Autogiro)) de Havilland DH.60 Moth de Havilland Puss Moth (DH.80) Fairchild 22 (Model 7) Fairchild 91 (A-942) Klemm Ki 32 Klemm L.25 Miles M.3 Falcon Monocoupe 90 Percival Gull RWD-13 Stinson Reliant | Beechcraft Staggerwing (Model 17) Blackburn Bluebird (L.1) British Aircraft Eagle (B.A. Eagle) Caudron C.270 (Luciole) Caudron Aiglon (C.600) de Havilland DH.60 Moth de Havilland Fox Moth (DH.83) de Havilland Hornet Moth (DH.87) Farman F.230 LocKheed Model 8 Sirius Miles M.3 Falcon Monocoupe 90 Percival Gull Potez 58 Seversky SEV-3 Percival Gull Stinson Reliant Spartan Executive (7W) |
| Correu | |
| Nacionals | Republicans |
| | Bellanca 28-90 (Flash) |